# Lunga vita al morto (raccolta)
Lunga vita al morto (titolo originale Three Doors to Death), tradotto anche col titolo Entra la morte, è un volume di Rex Stout che raccoglie tre romanzi brevi con protagonista Nero Wolfe, e pubblicato per la prima volta negli Stati Uniti nel 1950 presso Viking Press.

## Contenuto
- Lunga vita al morto (1947)
- Così parlò Nero Wolfe (1948)
- Nero Wolfe nella camera a gas (1949)

## Edizione 2013
Nella versione edita da BEAT nel 2013, il libro viene chiamato Entra la morte e i tre racconti sono tradotti come:
- Uomo morto uomo vivo
- Non portare fiori
- Entra la morte